# Nouvelles obédiences maçonniques françaises
En France, depuis les années 1970, il apparaît et disparaît de nouvelles obédiences maçonniques chaque année. Ce mouvement s'est notablement amplifié à la suite de la crise des rites maçonniques égyptiens en 1998. Certaines de ces obédiences sont d'une origine et d'une tradition bien connues et documentées. D'autres sont d'une origine et d'une authenticité plus difficilement vérifiables et ne réunissent que quelques dizaines de membres. Des risques de dérives diverses, par exemple sectaires ou affairistes, peuvent exister dans certains cas.
Pour certaines de ces obédiences, de nombreuses sources fiables, vérifiables et indépendantes permettent leur étude. Pour d'autres, il existe parfois très peu de sources indépendantes et leur existence réelle elle-même n'est pas toujours attestée. En 2016, en France une source évoque dans une tentative de comptage, 42 obédiences et 188 130 francs-maçons et maçonnes.

## Rappel sur les obédiences maçonniques françaises «historiques»
La franc-maçonnerie française a connu, depuis la fin du XVIIIe siècle, différentes difficultés qui aboutirent à des scissions au sein de la première Grande Loge de France. Ces scissions et évolutions aboutirent à la création de différentes obédiences maçonniques :
- Le Grand Orient de France, fondé en 1773 par transformation de la première Grande Loge en France (1728).
- Le Suprême Conseil de France, fondé en 1821[3] et qui administra jusqu'en 1894 les loges symboliques du Rite écossais ancien et accepté en France.
- La Fédération française de l'Ordre maçonnique mixte international le Droit humain, fondé en 1893 par des francs-maçons issus des deux grandes obédiences de l'époque (Grand Orient et Suprême conseil de France « Rite Écossais[4] »).
- La Grande Loge de France, fondée en 1894 pour administrer les loges symboliques du Rite écossais ancien et accepté d'une manière souveraine et indépendante du Suprême Conseil de France.
- La Grande Loge nationale française, fondée en 1913 par des loges ayant quitté le Grand Orient de France et désireuses de renouer avec la régularité maçonnique telle que définie par la Grande Loge unie d'Angleterre.

À ces obédiences maçonniques « classiques », il convient d'ajouter quelques  petites obédiences, d'existence parfois éphémère et regroupant un faible nombre de loges. Bien que d'effectifs très réduits, l'existence de telles structures est attestée depuis le XVIIIe siècle, mais elles se développèrent surtout dans la seconde moitié du XXe siècle.
- Le Grand Prieuré des Gaules, fondé en 1935 sous le nom de Grand Directoire des Gaules par Camille Savoire.

## Les obédiences maçonniques françaises créées après la seconde guerre mondiale
Après la Seconde Guerre mondiale, on vit apparaître successivement :
- L'Union maçonnique féminine de France, fondée en 1945 qui se transforme en Grande Loge féminine de France en 1952.
- La Grande Loge traditionnelle et symbolique Opéra, fondée en 1958 par des membres issus de la Grande Loge nationale française désireux de renouer quelques contacts avec les autres obédiences française.
- La Grande Loge française du Rite ancien et primitif de Memphis-Misraïm, fondée en 1960 pour réorganiser les Rites maçonniques égyptiens qui se dissout le 24 janvier 1998.
- La Loge nationale française, fondée en 1968.

## Les obédiences maçonniques françaises créées ou refondées dans les années 1970 à 1989
Dans les années 1970 et 1980, apparaissent de nouvelles obédiences:

### Grande Loge mixte universelle
Fondée en 1973, sur des principes proches de ceux du Grand Orient de France, avec l'ajout de la mixité.

### Ordre initiatique et traditionnel de l'Art royal
L'Ordre initiatique et traditionnel de l'Art royal (OITAR) fut fondé en 1974 et doté d'un nouveau rite maçonnique dénommé Rite opératif de Salomon.

### Grande Loge mixte de France
Fondée en 1982, par scission de la Grande Loge mixte universelle.

### Grande Loge indépendante et souveraine des Rites unis
Issue de la Loge nationale française qui se divise en deux tendances l'une, la LNF plus attachée aux traditions, dont le refus de l'initiation féminine, et l'autre, prenant le nom d'Humanitas, plus ouverte sur la mixité. Cette dernière voit se rattacher à elle plusieurs autres loges, dont certaines mixtes ; cette obédience naissante prend en 1976 le nom de Grande Loge indépendante et souveraine des rites unis. Elle compte en 2010 environ 240 membres pour 21 loges bleues.
La GLISRU est membre du CLIPSAS.

### Grande Loge traditionnelle, templière et symbolique
Fondée, en 1973, sous la férule de Raymond Bernard, avec Robert Ambelain et des maîtres de diverses obédiences, GOF et GLTSO en particulier, cette obédience devait servir de lien entre la maçonnerie traditionnelle et le templarisme. Elle est mise en sommeil puis réactivée à plusieurs périodes, notamment en 1989 et 1993, et reformée en 2003. Le grand manuel de franc-maçonnerie publié aux éditions Initiatis, en 2007, y fait référence.

### Grande Loge féminine de Memphis-Misraïm
Fondée en 1981.

## Les obédiences maçonniques françaises créées ou refondées dans les années 1990 à 2000

### Grande Loge symbolique travaillant au Rite écossais primitif
Fondée en 1991, elle compte 200 membres et 17 loges en 2016. Robert Ambelain « réveilla » le rite utilisé par la loge Saint Jean d'Écosse de Marseille en 1985, qu' il nomme Rite écossais primitif.

### Grande Loge mixte souveraine
La Grande Loge mixte souveraine est créée en 1992 à Bordeaux par des membres de la Grande Loge internationale d'Orient et d'Occident. Elle compte 250 frères et sœurs et vingt loges en 2012.

### Grande Loge unie de France
Créée à Paris le 4 septembre 1994, elle est présente en différents lieux en France, dans les départements d’Outre-mer et d’Afrique. Elle administre en son sein des loges exclusivement masculines et des loges mixtes. Elle pratique six rites : le Rite ancien, le Rite écossais ancien et accepté, le Rite français, le Rite écossais rectifié, le Rite émulation et le Rite d'York. Elle possède également un chapitre de l’Arche royale.

### Grande Loge écossaise réformée et rectifiée d'Occitanie
Fondé en 1995 par des frères du Grand Prieuré des Gaules et de la Grande Loge nationale française, cette grande loge est la seule en France à pratiquer exclusivement le Rite écossais rectifié. Un directoire écossais administre ses loges de Saint-André et un grand prieuré en amitié avec les autres grands prieurés français administre son ordre intérieur.

## Les obédiences maçonniques françaises «égyptiennes» créées ou refondées après 1990

### Conseil national de France, voie masculine, de l'Ordre international de Memphis Misraïm
Il s'agit d'une obédience française de l'Ordre maçonnique international du Rite ancien et primitif de Memphis-Misraïm, placée sous la grande maîtrise mondiale de Willy Raemakers (Belgique), à qui la charge a été transmise par Cheikna Sylla le 12 mai 2006, successeur de Gérard Kloppel (France) le 5 mai 1998, qui lui-même avait succédé à Robert Ambelain (France) le 1er janvier 1985.

### Grande Loge française de Misraïm
Obédience française présente en Amérique du Nord, en Amérique du Sud, en Europe et en Afrique. Elle pratique exclusivement le Rite de Misraïm. La GLFM est une obédience mixte qui regroupe environ 400 membres, répartis en plus de 20 loges.

### Grande Loge symbolique de France
En 1997, plusieurs sensibilités de la maçonnerie hermétique et du Rite de Memphis Misraïm se fédèrent pour former la GLSF. Ell travaille exclusivement au Rite ancien et primitif de Memphis Misraïm. En 2012, elle compte 500 membres et trente-cinq loges.

### Grande Loge traditionnelle - Rite ancien et primitif de Memphis-Misraïm
La Grande Loge traditionnelle a été fondée en mars 1998 sous l'autorité de Gérard Kloppel alors grand maître mondial du Rite ancien et primitif de Memphis-Misraïm (RAPMM) et ce, avant sa démission. En 2021, les loges bleues de la GLTMM intègrent la GL-AMF après un long processus en vue d'y créer la 7eme maison de rite. La GLTMM a donc abandonné sa fonction de "Grande Loge" pour devenir administratrice de la juridiction des haut grades pour le rite égyptien sous l'appellation d'Ordre Maçonnique traditionnel de Memphis-Mirsaïm (OMTMM).

### Ordre maçonnique oriental du Rite ancien et primitif de Memphis et Misraïm
L'Ordre maçonnique oriental du Rite ancien et primitif de Memphis et Misraïm  a été créé en 1998.

### Ordre initiatique de la voie sacrée
Ordre maçonnique égyptien fondé en 1919 par l'égyptologue symboliste René Schwaller de Lubicz, sous le nom d'Ordre de la résurrection. Il prend le nom d'Ordre initiatique de la voie sacrée en 1941. Mis en sommeil en 1982, il est réveillé en 2000. Il pratique le rite maçonnique égyptien « Mer Nefer ».

### Grande Loge mixte de Memphis-Misraïm
Obédience née en 2000 de la scission de la Grande Loge symbolique de France (GLSF), elle-même une émanation de la Grande Loge française de Memphis-Misraïm (masculin). La mixité au sein de cette obédience étant née 1998. Elle est membre du CLIPSAS depuis 2003.

### Grande Loge mondiale de Misraïm
L'ordre de Misraïm, fondé en 1784 par transformation (1810-14) du Grand Rite Égyptien du comte Cagliostro, a été dissous en France par son dernier grand maître général Émile Combet (1887-1900).

### Grande Loge indépendante et régulière de Memphis-Misraïm
La Grande Loge indépendante et régulière de Memphis-Misraïm est créée le 17 octobre 2009, à Versailles.

### Grande Loge unie de Memphis-Misraïm
La Grande Loge unie de Memphis-Misraïm est une obédience mixte crée en 2009. qui compte en 2015 18 loges et un peu plus de 200 membres.

## Autres obédiences maçonniques françaises créées ou refondées auXXIesiècle

### Grand Devoir universel
Le Grand Devoir universel est une obédience française éteinte, créée en 2005. Elle comprenait trois loges mixtes travaillant au seul grade d'apprenti. Avant 2009 et après plusieurs conflits, elle cesse son activité.

### Grande Loge des cultures et de la spiritualité
La Grande Loge des cultures et de la spiritualité est fondée en 2003 par quinze haut gradés de la Grande Loge nationale française, en réaction à l'affairisme, à la bureaucratie et au conservatisme dont ils accusaient leur obédience. À l'origine également de cette scission, le refus de la GLNF d’initier les femmes est à signaler . Seul le Rite écossais ancien et accepté est pratiqué. Mixte, la GLCS compte après six ans 350 membres.En 2019 elle compte 1000 membres.

### Grand Orient traditionnel de Méditerranée
Cette obédience a été fondée en 2003. En 2020,  elle compte 11 loges et 300 membres masculins et féminins.

### Grande Loge française du Rite écossais primitif
Créé par Robert Ambelain, cette obédience pratique le Rite écossais primitif.

### Grande Loge des lumières et de la fraternité Lumina
Elle a été fondée le 12 juin 2015 et elle est une scission de la Grande Loge des cultures et de la spiritualité. Elle compte 70 frères et sœurs et 4 ateliers en 2015.

### Grande Loge traditionnelle et moderne de France
Fondée le 30 novembre 2003 par des membres démissionnaires en 2000 et 2001 de la GLNF de la Côte d'Azur, elle a reçu une patente de la « Grande Loge nationale des francs-maçons d’Italie », elle-même fondée par des francs-maçons ayant démissionné du Grand Orient d'Italie peu avant le scandale de la Loge P2. Elle a été reconnue par les Grandes Loges d'Espagne, d'Andalousie de Grèce et du Portugal. Quelques membres font scission en décembre 2020 et fondent alors la Grande Loge de l'Europe et de la Méditerranée .

### Grand Orient arabe œcuménique
Le Grand Orient arabe œcuménique (GOAO) est une obédience française d'étude et de recherche composée de deux loges fondée en 2010 et travaillant au Rite œcuménique (judéo-chrétien et musulman). Il prône, en dehors de ses structures, le dialogue interreligieux et vise à porter la fraternité au-delà des confessions. D'après le site web de cette obédience, le Rite œcuménique est inspiré du Rite écossais ancien et accepté, des pratiques d'anciens bâtisseurs musulmans, ainsi que des branches initiatiques de l'islam (soufis, druzes et ismaéliens). Il est composé de sept degrés, précédés d'un état d'aspirant ou mourid. Cette obédience a fusionné avec le Grand Orient arabe (né au Liban en 1950) à la fin 2010.

### Grande Loge universelle mixte du rite de Cerneau
Obédience fondée le 8 juin 2010

### Grande Loge mixte nationale
La GLMN est née le 31 juillet 2010. Elle pratique 11 rites et compte 95 loges et 1750 membres fin 2018.

### Grande Loge symbolique travaillant au Rite écossais primitif
La GLSREP est née de la filiation de Robert Ambelain après le « réveil » du Rite écossais primitif en 1985. Elle propose un site d'étude et de recherche et publie ses recherches et contributions sur la tradition et les symboles dans différents sites revues dont La Revue Du Maçon (RDM)]. Elle est membre du CLIPSAS depuis 2014 et cofondatrice de L'Alliance Maçonnique Européenne.

### Grande Loge indépendante de France
Créée à la fin de 2012, la « GLIF » est issue des problèmes rencontrés entre 2008 et 2012 au sein de la Grande Loge nationale française. En 2017, elle a 30 loges et 500 membres environ.

### Grande Loge de l'Alliance maçonnique française
La GL-AMF est issue d'une scission de la Grande Loge nationale française.

### Directoire national rectifié de France - Grand Directoire des Gaules
Le Directoire national rectifié de France - Grand Directoire des Gaules (D.N.R.F.-G.D.D.G.), constitué à Lyon le 15 décembre 2012 à l'initiative de l'ancien grand maître du « Grand Prieuré des Gaules » (2005-2009), et de celui qui en fut le porte-parole officiel ces dernières années (2005-2012), ainsi qu'avec le soutien de l'ancien grand conservateur du Rite écossais rectifié au Grand Orient de France, se revendique comme l’héritier du Grand Directoire des Gaules fondé en mars 1935 sous l'autorité de Camille Savoire.

### Grande Loge traditionnelle de France
Consacrée en 2013 à Avignon, la Grande Loge traditionnelle de France (GLTF) se définit dans les principes de la tradition et de la régularité et est issue d'une scission de la Grande Loge nationale française lors de la crise obédientielle que cette dernière connait entre 2010 et 2015. Elle compte 1800 membres tous masculins début 2020 et pratique six rites.

### Grande Loge européenne de la fraternité universelle
Depuis le 13 septembre 2013,  la GLEFU regroupe les deux micro-obédiences :
- Obédience de la fraternité universelle: fondée le 8 janvier 2013 par des francs-maçons du Limousin[57].
- Grande Loge d'Europe fédérale: créée en 2012, elle a pour vocation à fédérer, partager des moyens, favoriser les échanges, au niveau européen des loges ou groupements de loges[58].

### Grande Loge nationale indépendante et régulière pour la France, les Dom et les Tom
Obédience fondée le 5 décembre 2013 par douze membres démissionnaires de la Grande Loge nationale française dont Jean-Charles Foellner,  ancien grand-maître.

### Loge nationale mixte française
Créée en 2015, elle est une émanation mixte de la Loge nationale française  et s'emploie selon les mêmes principes, aux mêmes rites. Elle pratique entre autres le Rite émulation. Elle rejoint les Loges nationales françaises unies le 21 avril 2018.

### Grande Loge des maçons libres
Obédience créée fin 2015, elle compte cinq ateliers en 2018.

### Grande Loge initiatique féminine francophone
Créée en 2016, elle est une scission de la Grande Loge féminine de France. Cette obédience féminine se veut spiritualiste et ne s'occupe pas de questions sociales et sociétales pour se consacrer uniquement au travail symbolique et maçonnique. Elle compte 150 sœurs fin 2018.

### Grande Loge franco-maltaise
Elle a été fondée le 19 février 2019 par trois loges à Narbonne et fut enregistrée à la préfecture de Béziers le 22 février 2021 . Cette obédience est coéduquée et spirituelle. Les sujets d'actualité sont cependant admis. Elle a pour spécificité d'être tournée vers la jeunesse et elle pratique le « Rite moderne d'Écosse »,.

### Grande Loge écossaise de France
Elle fut fondée le 14 juillet 2019 par des frères de différentes obédiences. Elle compte 117 membres masculins et 9 loges.

### Grande Loge Futura
Fondée le 21 février 2022 à Nice. La Grande Loge Futura est aussi à l'origine de la création d'un nouveau rite : le Rite futura.